# L'assassinio di Marat
L'assassinio di Marat (L'Assassinat de Marat) è un dipinto realizzato dal pittore francese Jean-Joseph Weerts nel 1880. Dal 1924 l'opera è conservata al museo La Piscine, a Roubaix, città natale dell'artista.

## Descrizione
Questo dipinto a olio su tela è una pittura di storia che rappresenta un episodio della rivoluzione francese: l'omicidio del giornalista Jean-Paul Marat da parte di una girondina, Marie-Anne-Charlotte de Corday, o Carlotta Corday. Corday è appoggiata a un muro con il coltello ancora in mano mentre i rivoluzionari di Parigi irrompono nella stanza dove giace il cadavere rovesciato all'indietro di Jean-Paul Marat, che lei ha appena assassinato nella sua vasca da bagno. Accanto al cadavere del giornalista si trovano un calamaio e dei fogli con il nome del giornale da lui diretto, L'Ami du peuple ("L'amico del popolo", divenuto poi un suo soprannome). Ai piedi dell'assassina si trovano la penna d'oca e la lettera che Marat stava scrivendo prima di essere pugnalato. Accanto alla vasca del giornalista c'è una sedia rovesciata per terra.
Rispetto agli altri quadri basati su questo tema artistico, in particolare il Marat assassinato di Jacques-Louis David, la scena è molto più energica e teatrale, a tal punto che per un critico dell'epoca era "inverosimile" che i sostenitori di Marat stessero entrando tutti insieme nella sua casa pochi istanti dopo la sua morte. I rivoluzionari sono in preda alla collera per la morte dell'amico del popolo e alzano le braccia contro Corday. Tra di loro sono presenti una donna che regge una sedia (forse Simone Evrard, la compagna di Marat), un uomo con il berretto frigio, uno dei simboli della rivoluzione francese, dei sostenitori dell'amico del popolo e delle truppe repubblicane.